# Elmi Reçica
Elmi Reçica (ur. 6 października 1961 w Uroševacu) – deputowany do Zgromadzenia Kosowa z ramienia Demokratycznej Partii Kosowa.

## Życiorys
Od 2017 roku jest deputowanym do Zgromadzenia Kosowa z ramienia Demokratycznej Partii Kosowa.